# Doms
Pour les articles homonymes, voir Dom.
Les Doms sont un peuple indo-aryen qui vit au Moyen-Orient et en Turquie. Ils forment la branche orientale des Roms d'Europe, et sont apparentés aux Loms du Caucase. Ils sont parfois appelés aussi « Dummi » (ar. دومي), « Nawar », « Kurbat » ou « Zott ».

## Essai de définition
Les Doms forment la branche orientale des Roms. « Les Roms d'Europe, les Doms (qui se sont installés dans les pays du Moyen-Orient ainsi qu’en Turquie) et les Loms (qui sont restés dans les pays du Caucase) semblent partager, si ce n’est des origines géographiques et linguistiques communes, au moins une identité socio-ethnique commune. »

Les Doms sont parfois désignés par le terme générique de « Roms » : 

« Le terme “Roms” utilisé au Conseil de l'Europe désigne les Roms, les Sintés (Manouches), les Kalés (Gitans) et les groupes de population apparentés en Europe, dont les Voyageurs et les branches orientales (Doms, Loms) ; il englobe la grande diversité des groupes concernés, y compris les personnes qui s'auto-identifient comme “Tsiganes” et celles que l'on désigne comme “Gens du voyage”. »

Après l'installation de ce peuple itinérant en Europe, « ils sont devenus chrétiens et reconnus aujourd’hui sous le nom de Roms ou Loms », et au Moyen-Orient où ils ont adopté l'Islam, ils sont nommés Doms ou Domaris,. On connaît aussi ces Tziganes sous le nom de « Ghurbat » en Irak ou « Zott » en Iran, « Dummi » ou « Nawar » et ce dernier terme arabe était employé initialement pour désigner divers groupes ethniques en Jordanie, Syrie, Liban, et Palestine, avec une connotation péjorative, pour à présent désigner particulièrement les Doms.
Leur langue est le domari. C'est l'une « des trois langues gitanes avec le romani et le lomavren », parlé par les Tsiganes arméniens. C'est pourquoi, elle est souvent qualifiée de « romani du Moyen-Orient ». Les locuteurs qui parlent le domari peuvent y mêler des mots de la langue du pays où ils sont installés, l'arabe dans les pays arabes, le kurde en Turquie, l'hébreu en Israël, où leur langue est partout en déperdition. Le domari et ses dialectes sont parlés par plus d'un million de locuteurs, de l'Azerbaïdjan à l'Afrique du Nord, en passant par l'Iran jusqu'au Soudan. 

### De lointaines origines indiennes

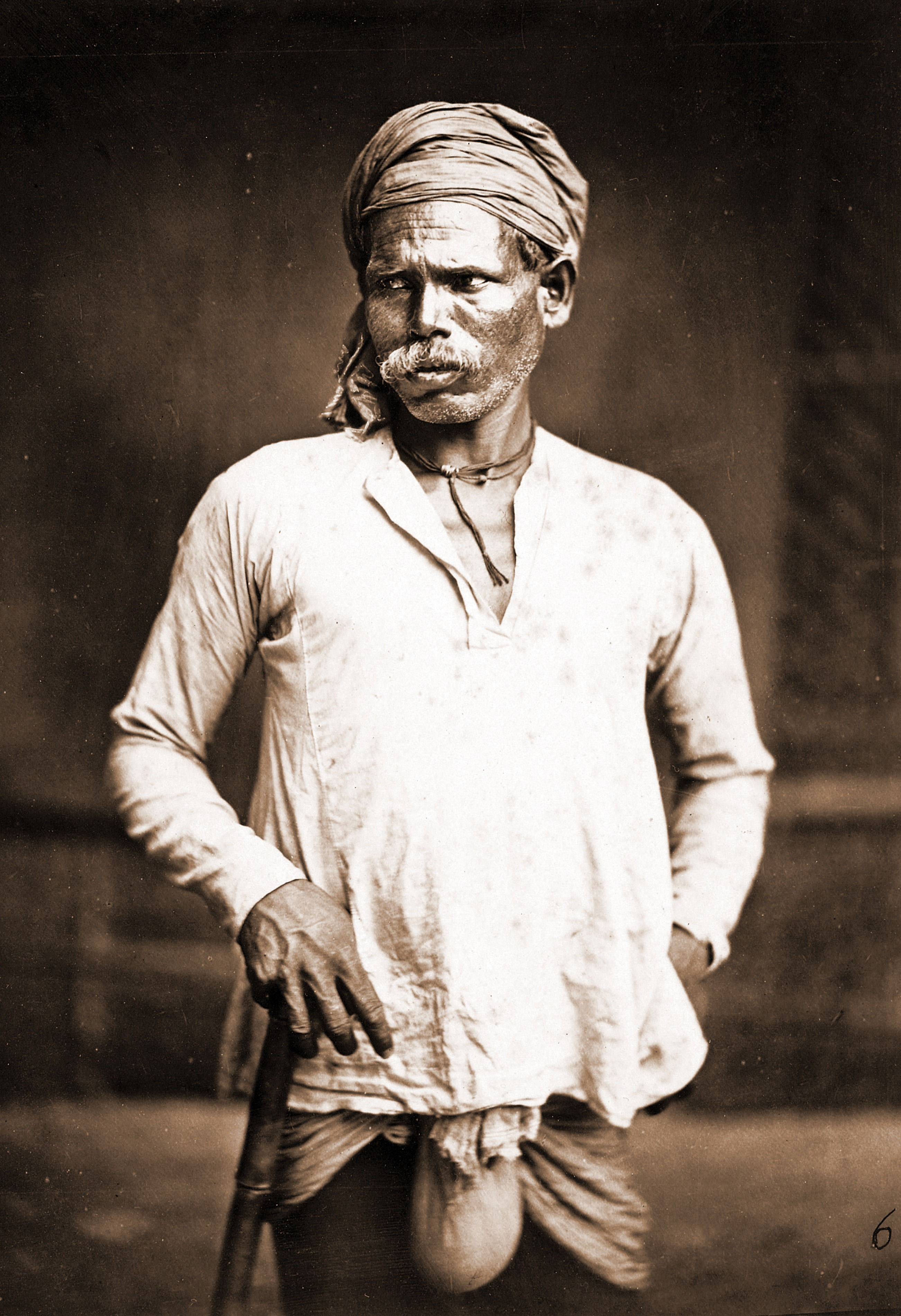
Dom portant la kurta (tunique), Est du Bengale, début des années 1860

Les Doms font partie de ces « groupes de population entretenant des contacts étroits avec l’Inde, [qui] ont vécu — et vivent toujours — au Moyen-Orient […] et [qui] ont tous tendance — comme une partie des Roms contemporains et la plupart des Roms de l’ancien temps — à exercer une profession ou un travail ambulant dans le secteur des services, notamment dans le traitement des métaux et le spectacle. Ils sont exclus de la population majoritaire et leur contact avec celle-ci se résume généralement aux relations économiques. Certains de ces groupes parlent (encore) des langues indo-aryennes : les Doms, Karači ou Kurbati du Moyen-Orient (Syrie, Palestine, Jordanie et, jadis également, Iraq, Iran et Azerbaïdjan) parlent le domari. »
Les Doms du Moyen-Orient présentent des ressemblances avec un groupe de population indien vivant en Inde, dont ils descendraient, avec lequel il convient toutefois de ne pas les confondre. « En Inde même, des groupes de nomades de diverses régions sont spécialisés dans certains services et exercent par exemple le métier de forgeron, de vannier, de démolisseur, de musicien et de danseur. Au sein du système des castes, ces nomades sont appelés “Doms” : Ce terme serait de l’autonyme [mot par lequel un peuple se désigne lui-même]. Ainsi “Dom” au Moyen-Orient, “Doma” au Pakistan, “Lom” en Arménie et “Řom” (“Rom”) en Europe. »
La migration des Doms du Moyen-Orient (de ceux que l'on appellera par la suite de ce nom) serait très ancienne ; « dès l’époque allant du IIIe au Ve siècle, des groupes mobiles exerçant des métiers relevant du secteur des services sont partis d’Inde en direction de l’ouest. »

## Démographie
On ne dispose pas de sources fiables permettant de connaître le nombre exact de Doms et certains d'entre eux n'ont pas de pièces d'identité.
Il y aurait 37 000 Doms en Syrie selon le journal Voice of America (2013), qui cite le SIL International’s Ethnologuee ; toutefois, les Doms préférant souvent dissimuler leur identité, en raison des discriminations dont ils sont victimes, une estimation exacte est impossible ; certaines sources parlent d'un chiffre deux fois supérieur.
Au Liban, l'ONG Terre des Hommes recense 3 112 personnes appartenant à ce groupe ethnique à Beyrouth et au Sud-Liban (dans les villes de Sidon et Tyr), dans un rapport qui date de 2011 ; ce recensement n'est pas complet, de nombreux Doms vivant dans d'autres régions, notamment la Bekaa et Tripoli.
En Jordanie, leur nombre pourrait être « compris entre 25 000 et 50 000. »
En Israël et dans les territoires palestiniens occupés il y aurait entre 7 000 et 12 000 Doms selon les sources,. Ils vivent à Naplouse en Cisjordanie ou à Gaza où certains d'entre eux sont encore nomades,. En Israël, ils habitent principalement à Jérusalem, « en plein cœur du quartier arabe de Burj Laqlaq, près de la Porte des Lions ».
En Égypte, les chiffres disponibles sont ceux d’« organisations évangéliques, qui estiment le nombre de Doms à 1 ou 2 millions de personnes. » Les Doms égyptiens sont divisés en sous-groupes ou tribus : les Ghagar, les Nawar, les Halebi.
En Turquie, les Doms seraient quelque 30 000 éparpillés dans tout le pays.
L’historien spécialiste de la Syrie et ancien directeur de recherche au CNRS, Jean-Paul Pascual « invite... à prendre tous les chiffres sur les Doms avec précaution » et ajoute que les Doms sont aussi installés à Chypre, au Kurdistan irakien, en Iran, en Ouzbékistan et en Afghanistan.

## Conditions de vie et discriminations
Dans tous les pays du Levant où ils se sont installés, les Doms vivent dans des conditions précaires où l'extrême pauvreté caractérise cette population. En outre, les Doms forment une minorité ethnique mal comprise partout où ils résident.

### Égypte
En Égypte, les Doms « font pour la plupart partie des communautés les plus pauvres d’Égypte, et sont globalement marginalisés et ignorés. »

### Israël et territoires palestiniens

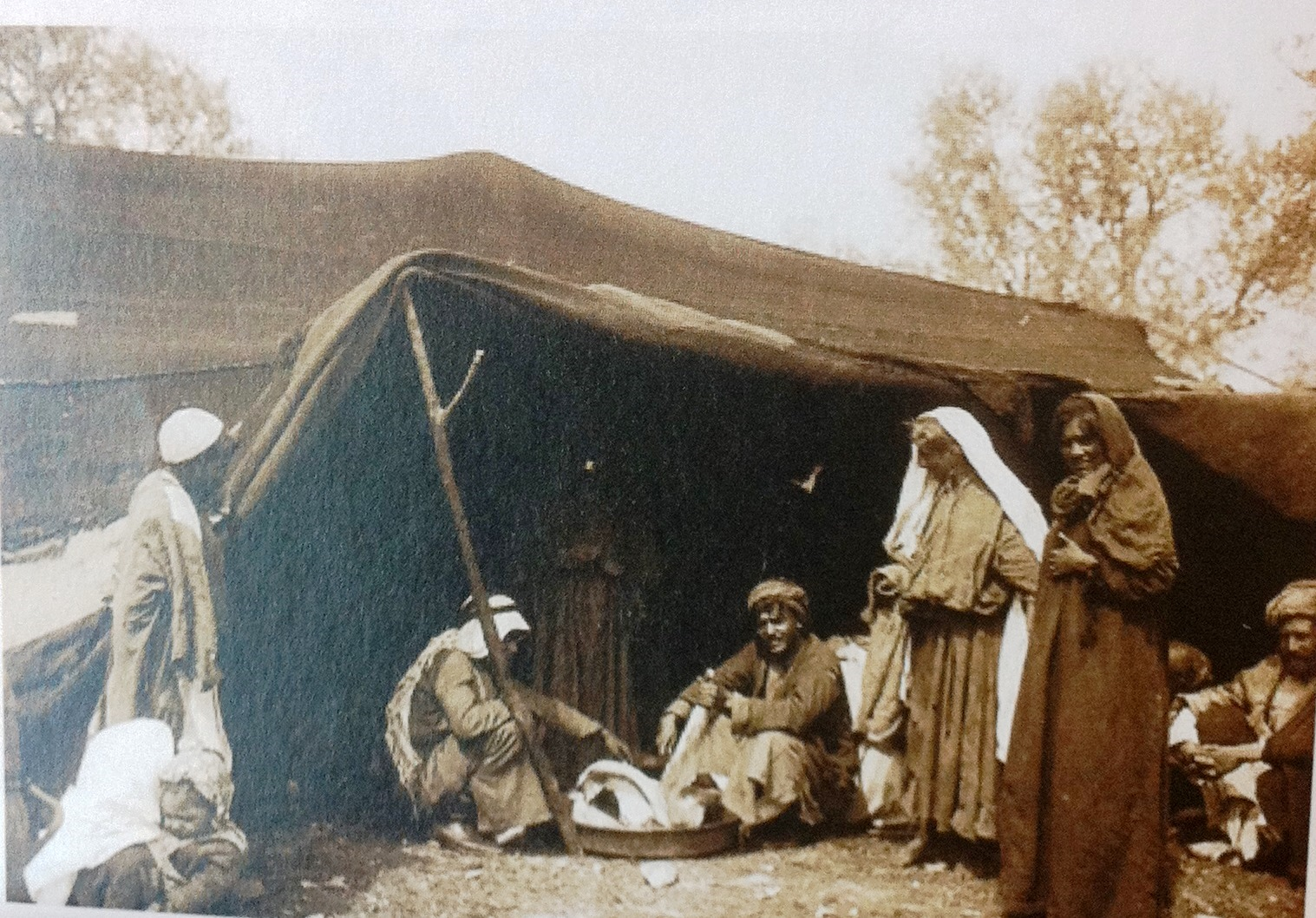
Tente gitane près de la porte de Damas, Jérusalem, années 1920.

En Israël et dans les territoires palestiniens occupés, les Doms sont « exclus à la fois par la société israélienne et par la communauté arabe » ; « les Domaris ne sont pas reconnus par le ministère de l’Intérieur comme un groupe culturel ou religieux à part entière au même titre que les Druzes ou les Bédouins, mais sont répertoriés sous la catégorie “Arabes”. Les Arabes eux-mêmes considèrent pourtant les Tsiganes comme des étrangers, qu'ils méprisent » — attitude que la directrice de l'association domari à Jérusalem impute à l'occupation israélienne qui pousserait les Arabes qui se sentent discriminés à discriminer à leur tour les Doms. 
Les Doms d'Israël vivent principalement à Jérusalem-Est dans le quartier défavorisé de Bab al-Hutta (he) (Burj Laqlaq, près de la Porte des Lions), où la présence domarie remonte au XIXe siècle. D'après le centre social de Burj Al Luq Luq, 170 familles soit 2 000 membres y habitent, vivant dans de mauvaises conditions et avec trop peu de moyens. Ils subsistent avec de maigres prestations sociales, marient leurs filles très jeunes, à 14 ou 15 ans, qui connaissent des problèmes de violence conjugales et de santé souvent liés à la consanguinité,. Beaucoup de Doms sont illettrés et leurs enfants abandonnent leur scolarité précocement pour se retrouver à la rue, entre l'alcool et la drogue, où des associations essaient de les récupérer pour leur offrir un meilleur avenir, préserver leur santé, leur culture en déperdition et favoriser l'émancipation des femmes domaries, telle l'Association pour la promotion des Tsiganes en Israël créée en 1999, un centre domari situé à Chouafat dans la banlieue de Jérusalem — seul centre communautaire tsigane du Moyen-Orient,,. Pourtant, cette association ne parvient pas à obtenir de financement d'ONG européennes qui préfèrent « donner aux Palestiniens », déplore sa directrice, alors que les Doms sont aussi musulmans et parlent arabe. En revanche, le maire de Jérusalem, Nir Barkat, voulant intégrer les Doms dans la société israélienne, a mis en place un service d’aide, et envoyé des travailleurs sociaux auprès d'eux, où commencent à se récolter les fruits de ce travail d'insertion sociale,. 

#### Seconde guerre mondiale
Les Doms d'Israël partagent avec les Juifs de leur pays, la blessure douloureuse de la Shoah « qu'ils appellent « Porajmos » (littéralement « dévorer »), puisque leurs frères Roms étaient aussi visés en 1936 par les lois de Nuremberg, eux aussi étaient envoyés dans les camps d'extermination nazis où environ 30 % d’entre eux ont été massacrés. 

### Jordanie
En Jordanie où vivent un grand nombre de Doms, le gouvernement ne les enregistre pas d'après leur origine ethnique, d'autant qu'une partie d'entre eux restent nomades et ne figurent donc sur aucun registre mais on repère cinq tribus domaries dans ce pays : les Tamarzeh, les Ka'akov, les Ga'agreh, les Balahayeh et les Nawasfeh. Les Doms palestiniens sont originaires de Gaza et de Cisjordanie (ayant fui lors de la guerre des Six Jours en 1967), et certains d'Irak et de Syrie. Les Doms nomades se déplacent sur de courtes distances, vivant dans la vallée du Jourdain en hiver pour s'éparpiller dans le pays au printemps et en été. D'autres voyagent régulièrement jusqu'au Liban, en Syrie, Turquie, Irak, en Égypte ou en Arabie saoudite.
La plupart des familles nomades et semi-nomades continuent de vivre sous des tentes dans des conditions primitives, sans accès à l'eau ou à l'électricité. Cette population est si démunie et vulnérable que des Arabes obtiennent des faveurs de femmes domaries contre un peu d'eau. 
« Certains universitaires considèrent qu’ils sont le groupe “le plus marginalisé” du pays, alors qu’ils sont arrivés avant l’époque des rois. » Ils {{s'adaptent donc au racisme local en cachant leur identité ethnique}} en prétendant être jordaniens, bédouins ou plus généralement arabes. Ainsi, des Doms qui maintiennent cette façade identitaire peuvent effectuer des études et être intégrés socialement dans ce pays, à de hauts postes dans l'armée et dans des professions médicales, pédagogiques ou journalistiques. Les autres prennent les travaux sans qualification, qui se présentent à eux.

### Liban

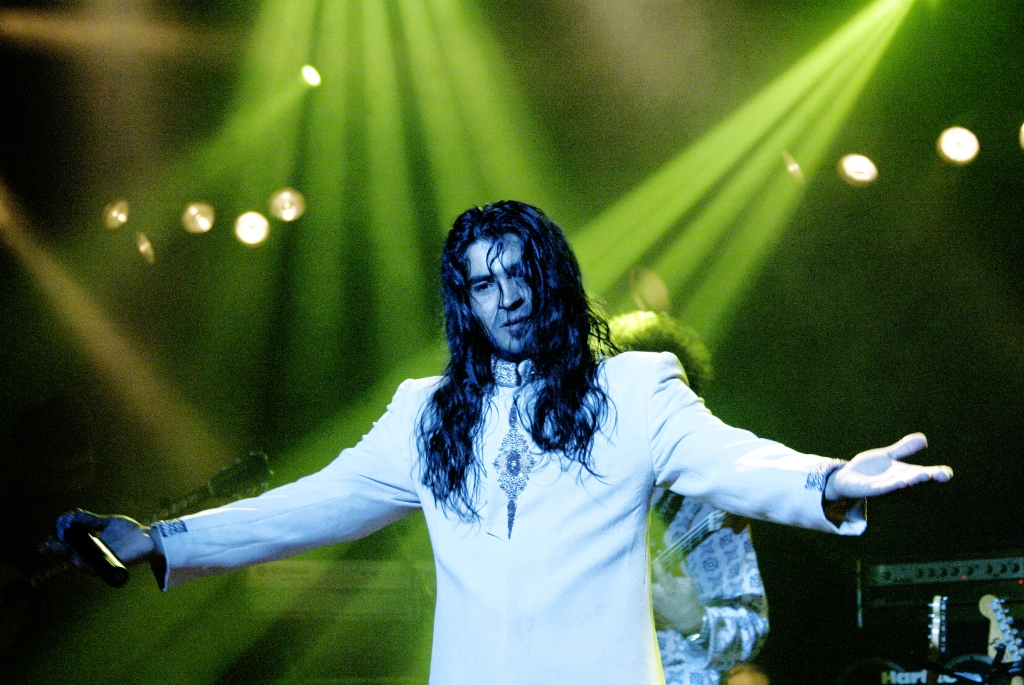
Bilal, chanteur tzigane au Liban, 2007.

L'ONG Terre des hommes a publié en 2011 un rapport concernant la situation d'extrême marginalisation des Doms au Liban (appelés, de manière péjorative, Nawar). Au Liban « plus de 30 pour cent des Dom interrogés vivent avec moins de un dollar par jour » [par comparaison, 9 % des réfugiés palestiniens au Liban, autre minorité très pauvre, vivent en dessous du seuil de pauvreté] ; « les enfants, en particulier, sont exposés à la violence, à la malnutrition chronique, au phénomène du mariage des enfants, aux conditions de travail dangereuses et à l’exploitation ». « Bien qu’ils aient pour la plupart la nationalité, ils ne sont pas considérés comme libanais. C’est un groupe social vu comme inférieur. »
Les Doms libanais ont longtemps été apatrides, avant que la majorité de la communauté n'obtienne la nationalité libanaise par le décret de naturalisation n° 5247 de 1944. Cependant, de nombreux Doms libanais sont toujours apatrides aujourd'hui, dans le rapport de Terre des hommes de 2011, ils représentaient plus de 20 % des répondants. 

### Syrie
Les Doms ont mauvaise réputation en Syrie. On les appelle « Nawar » en arabe qui est un mot dérivé de « feu », en référence à leur activité traditionnelle de forgerons mais il s’est ensuite connoté péjorativement pour signifier « non éduqué, non civilisé… bon à rien, voleur, tricheur… c’est presque l’insulte suprême. » Les Doms sont manipulés ou ignorés dans tout le Moyen-Orient. Autrefois dans le Sud de la Syrie, les Nawars avaient le droit de glaner certains restes de la moisson, ceux que les Syriens ne mangeaient pas, afin qu'il y ait même ce type de séparation alimentaire, culturelle et sociale entre eux et les autres Syriens. 
Parmi les réfugiés de la guerre syrienne, les Doms forment la population la plus vulnérable. « Les pays voisins de la Syrie n’ont jamais voulu de réfugiés gitans » et ces derniers ont dû cacher leur identité pour rejoindre les leurs au Liban, en Turquie, en Jordanie. Quand les pays hôtes ne peuvent plus subvenir à leurs besoins, les Doms repartent en errance et survivent entre les fronts. Parmi les mendiants d'Istanbul, beaucoup sont des réfugiés doms de Syrie. 
La tribu des Qurbats dans le Kurdistan syrien ont les mêmes racines que les Doms mais ne semblent pas connaître le nom « Doms » car chaque groupe de la communauté remonte à un ancêtre différent. « Les Qurbats sont considérés comme des gitans au Kurdistan. La plupart des gitans sont connus pour être des musiciens et des diseuses de bonne aventure, mais eux sont plutôt artisans ou dentistes non reconnus et ne sont pas nomades. Présents depuis des siècles en Syrie, ils se sont intégrés à la population » bien que les Syriens ne se marient pas avec eux.

### Turquie

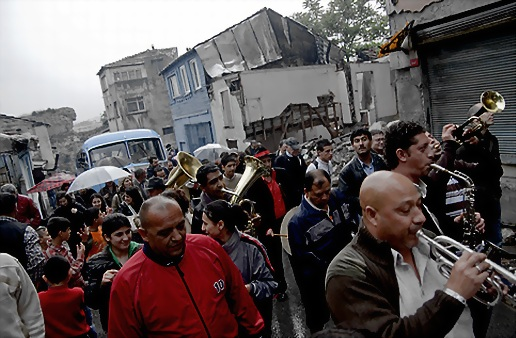
Gypsis à Istanbul, 2008.

En Turquie, les Doms vivant en contact avec la minorité kurde, elle-même en butte à la méfiance des autorités, leur sort est encore moins favorable que celui des Roms, selon Selin Önen, professeure assistante en sociologie à l’université Beykent d’Istanbul, qui a publié en juillet 2013 un article comparant les droits des communautés roms et doms en Turquie. 

« Ils sont complètement privés de toute participation à la vie publique… La communauté gitane ne bénéficie pas d’une égalité en termes de droits citoyens (civils, sociaux, politiques et culturels). L’ethnicité est une barrière commune pour les Roms et les Doms. »

30 000 Doms réfugiés de Syrie sont accueillis en Turquie, notamment à Hatay, province turque limitrophe de la Syrie. 

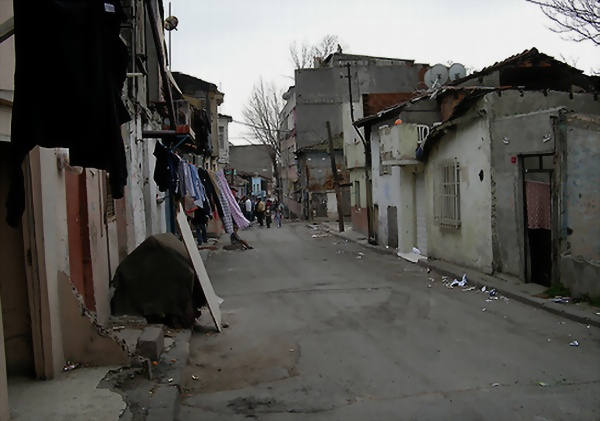
Quartier rom à l'ouest d'Istanbul, 2007.

Les Doms installés à Diyarbakır en Turquie parlent principalement le kurde et essaient de se faire passer pour tels quand leur accent ou leurs tenues traditionnelles ne les trahissent pas. Dans les années 1990, ils ont été forcés à se sédentariser mais ils continuent à migrer pendant la saison des vendanges.
Ils « ont peu accès à l’éducation, donc ils ont des métiers manuels peu qualifiés. Ils sont vendeurs de rue ou font des travaux dans les champs. Les enfants contribuent à la survie des familles par le travail, mais cela peut aussi peut mener à la mendicité… [à] de nombreux mariages précoces et des grossesses non désirées. [Il n'y a] pas de données sur les réfugiés syriens, mais [on suppose] qu’ils refusent de s’identifier comme Doms, afin de recevoir des aides et de ne pas souffrir des mêmes discriminations que les Doms du Liban » ou de crainte d'être renvoyés de leur travail. Néanmoins, la moitié des Doms de Diyarbakir sont au chômage, d'autant que même les Kurdes ne trouvent pas de travail sur place et qu'en outre, le système patriarcal domari interdit aux filles de fréquenter l'école après 10 ans.

## Culture

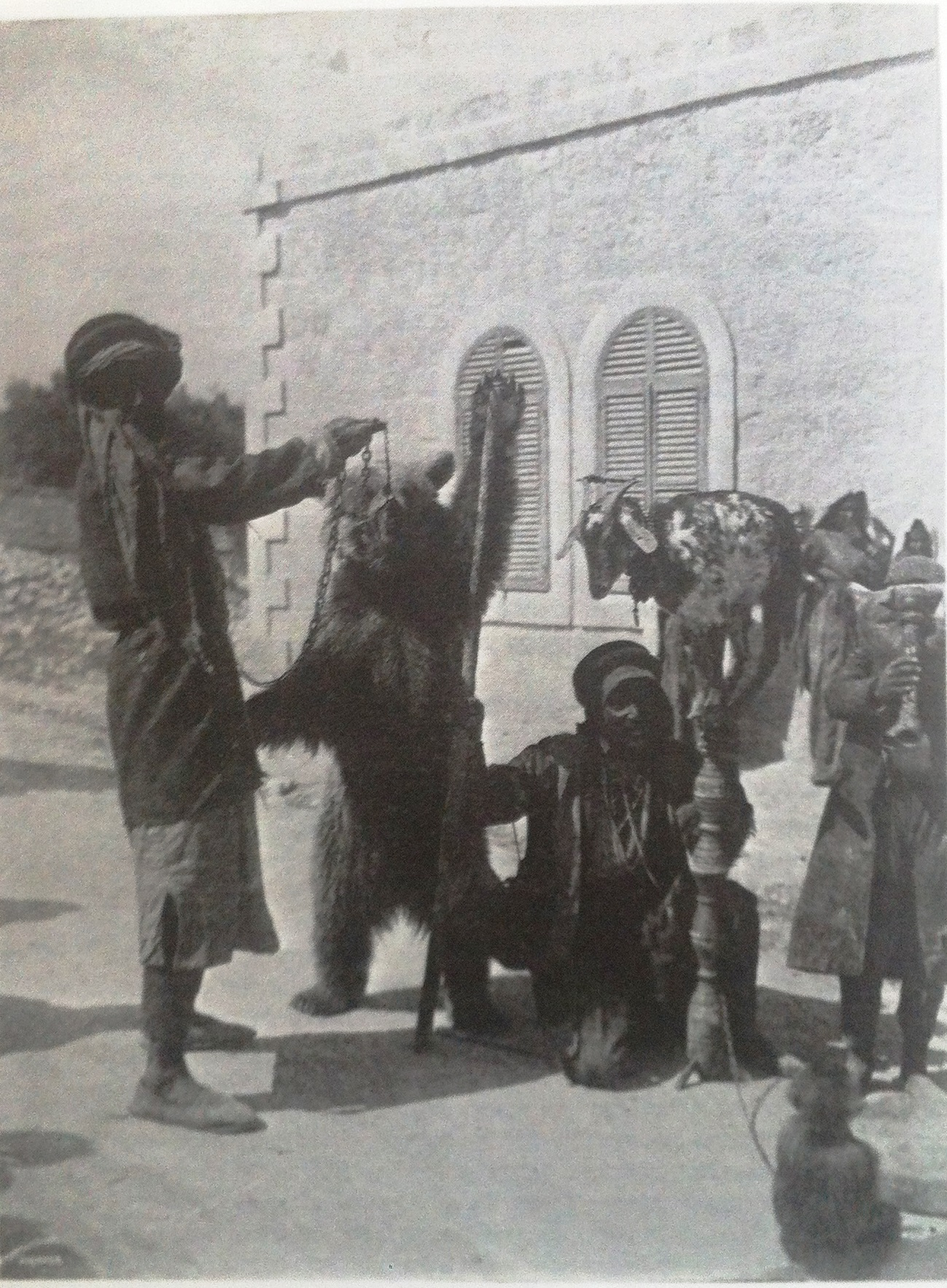
Cirque de rue gitan (montreurs d'ours, chèvre, singe) à Jérusalem, 1905.

Le nom utilisé dans le monde entier par les Tsiganes pour s'identifier est le terme « Htom » qui dans la langue romani signifie « homme ». Les leaders doms s'appellent Mukhtar ; ils s'occupent des affaires de leur communauté et gèrent les problèmes entre leurs membres et la police
Les Doms sont de tradition orale et expriment leur culture et leur histoire à travers la musique, la poésie et la danse. 
À Beyrouth, un linguiste belge tente de préserver la langue des Doms, le domari. Bilal est un Dom vivant au Liban, qui chante en domari et en arabe,.
La danse domarie aurait deux particularités : « des schémas rythmiques sophistiqués, qui sont peut-être un héritage indien, et des mouvements de hanches marqués, que l'on retrouve dans toutes les danses orientales », selon la danseuse de flamenco, Michaela Harari, qui s'est intéressée aux Doms de Jérusalem.

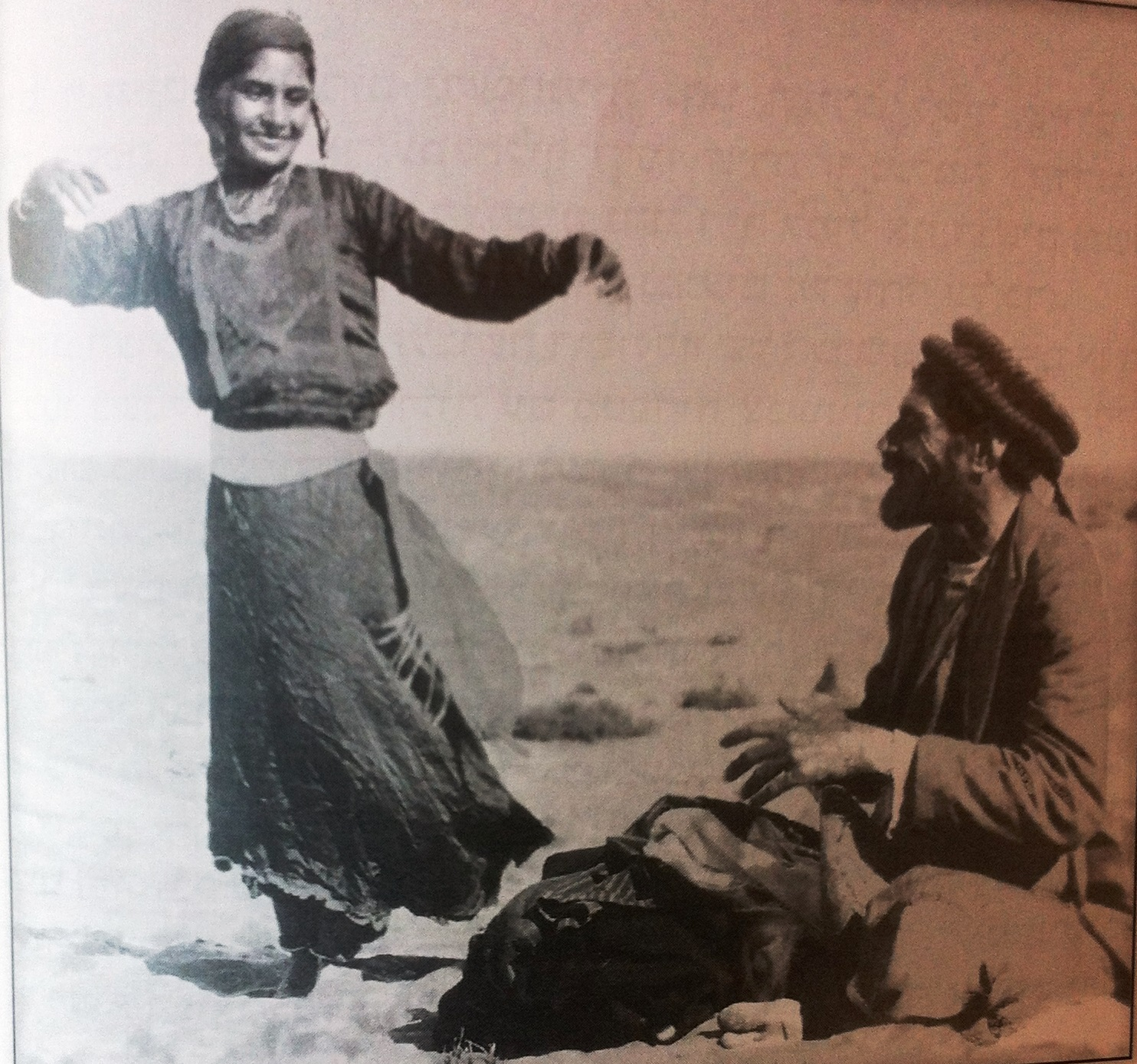
Danseuse et musicien tziganes en Palestine mandataire, années 1930.

On reconnaît aux Doms d'Égypte leur contribution à la musique égyptienne. 

« [Parmi eux,] les Ghawazi ces danseuses du ventre [Raqs sharqi (ar. رقص شرقي)], issues de la tribu des Nawar [sont] réputées pour leur pouvoir de séduction […]. Les Gitans se produisent également dans des spectacles à l’occasion des moulids – des évènements à mi-chemin entre le pèlerinage, le carnaval et la cérémonie mystique islamique. En Égypte, les moulids ne se limitent pas à la célébration de la naissance du Prophète (Moulid al-Naby) mais peuvent aussi célébrer les saints souﬁs locaux – ce qui retient souvent l’attention des autorités égyptiennes, les Moulids étant approuvés par les autorités chiites et souﬁes mais pas par les sunnites, qui sont majoritaires en Égypte. Malgré la désapprobation des autorités, les moulids sont très pratiqués. Ils s’apparentent à des carnavals chrétiens, une parenthèse d’anarchie et de licence durant laquelle les normes habituelles peuvent être transgressées : la ségrégation hommes/femmes est mise de côté, les tabous sexuels momentanément délaissés, tandis que les gens dansent dans une ambiance d’hystérie collective. Les Doms font partie intégrante des moulids, ce qui n’est pas surprenant étant donné leurs liens avec le monde du spectacle et les arts dits immoraux. Les femmes dansent, et les hommes jouent de la musique. »

Les femmes doms font alors ce que les femmes « respectables » ne pourraient pas faire.

Les Doms de Jérusalem ont entrepris de développer leur forme propre d'artisanat. 

« Pour soutenir les enfants de la communauté, le centre tsigane de Shouafat propose tutorat, aide humanitaire, apprentissage de la langue et de l’alphabet domari, et programmes culturels qui renforcent une fierté communautaire souvent bafouée. » […] Il « s’attache également à l’émancipation des femmes en leur permettant de confectionner des produits artisanaux traditionnels tsiganes. »

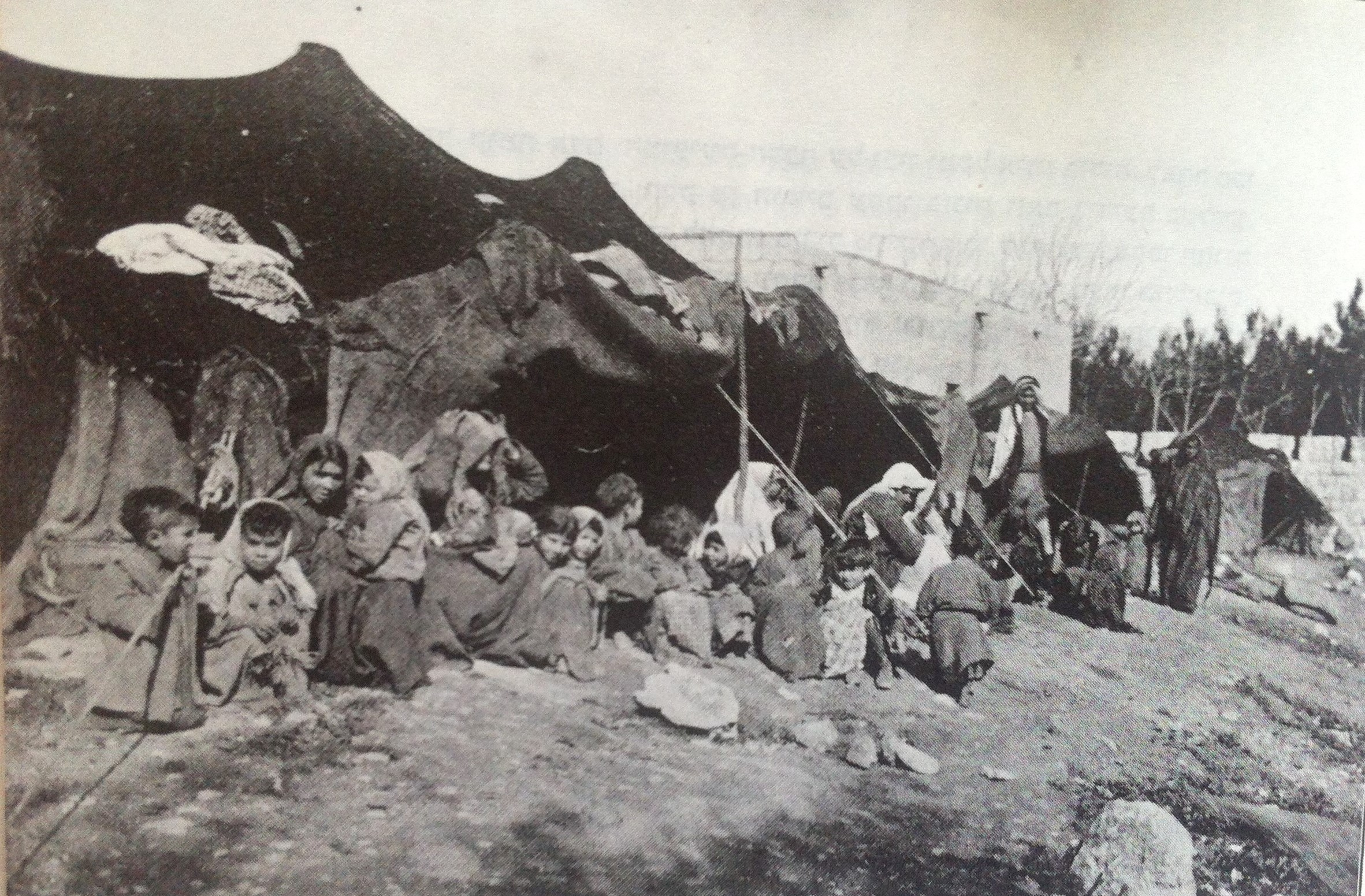
Campement tzigane au nord de la porte de Damas à Jérusalem, 1914.
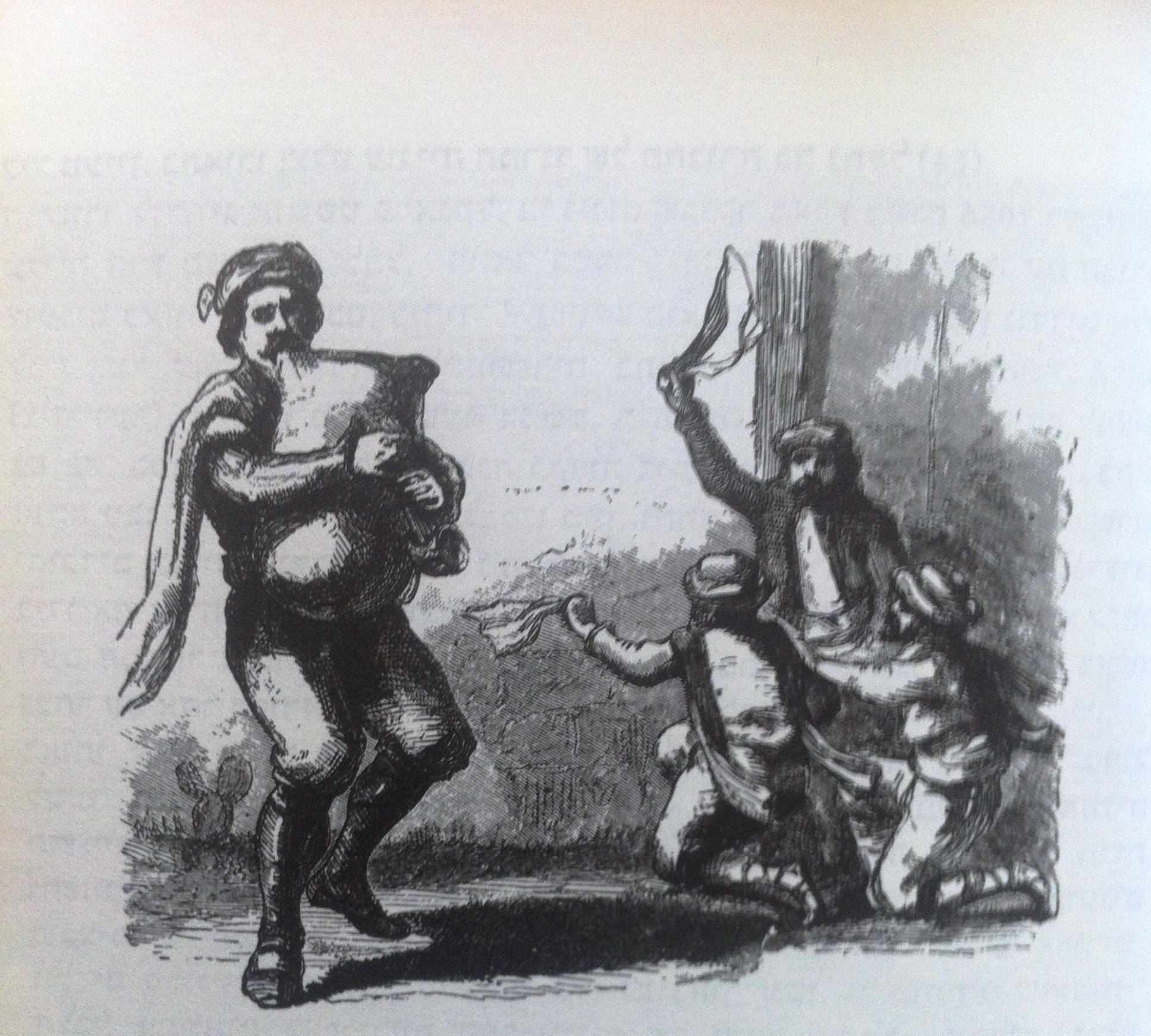
Musicien et danseurs tziganes en Galilée, années 1920.
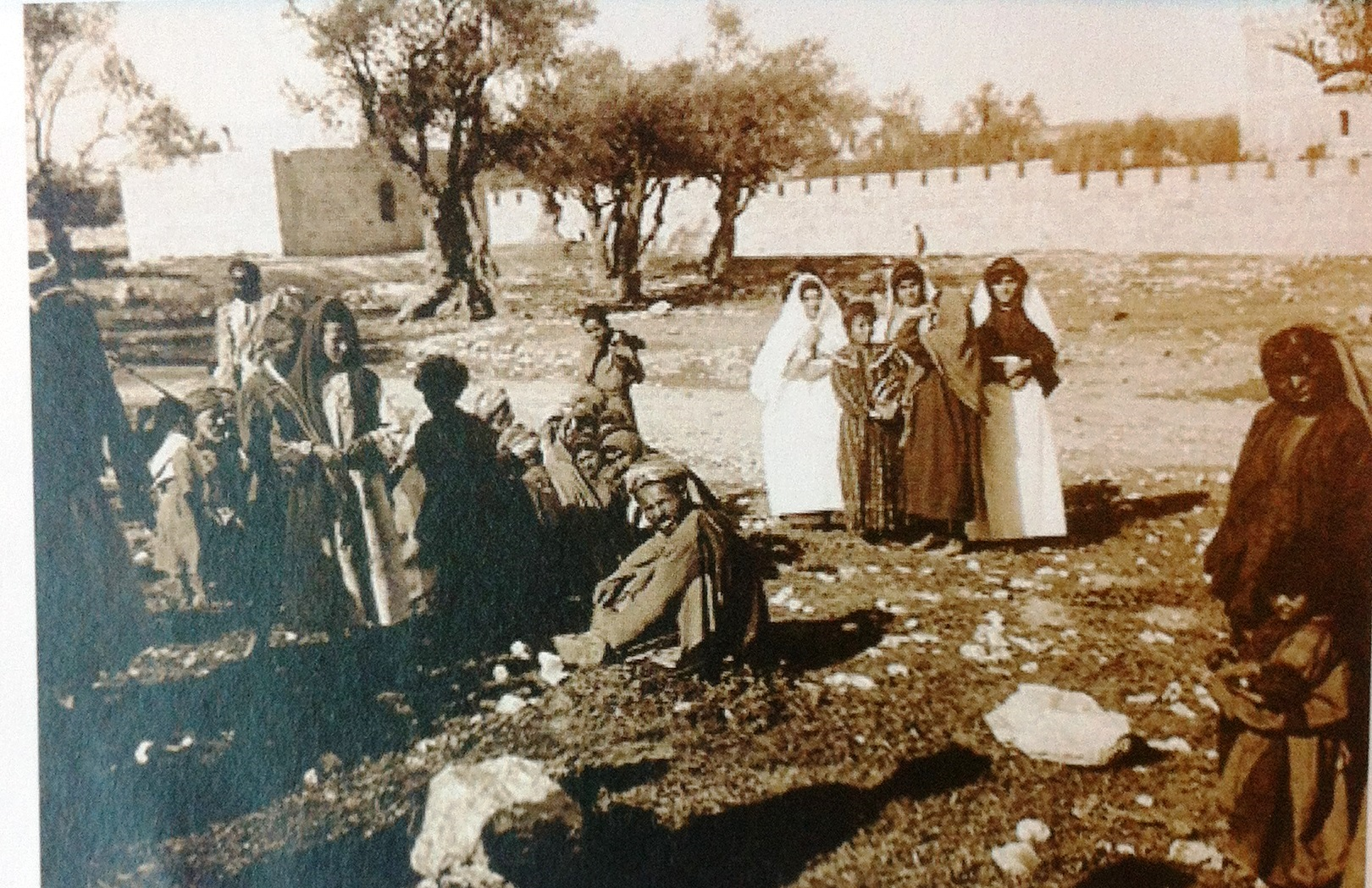
Femmes et enfants d'un campement tzigane en Palestine mandataire, années 1920.
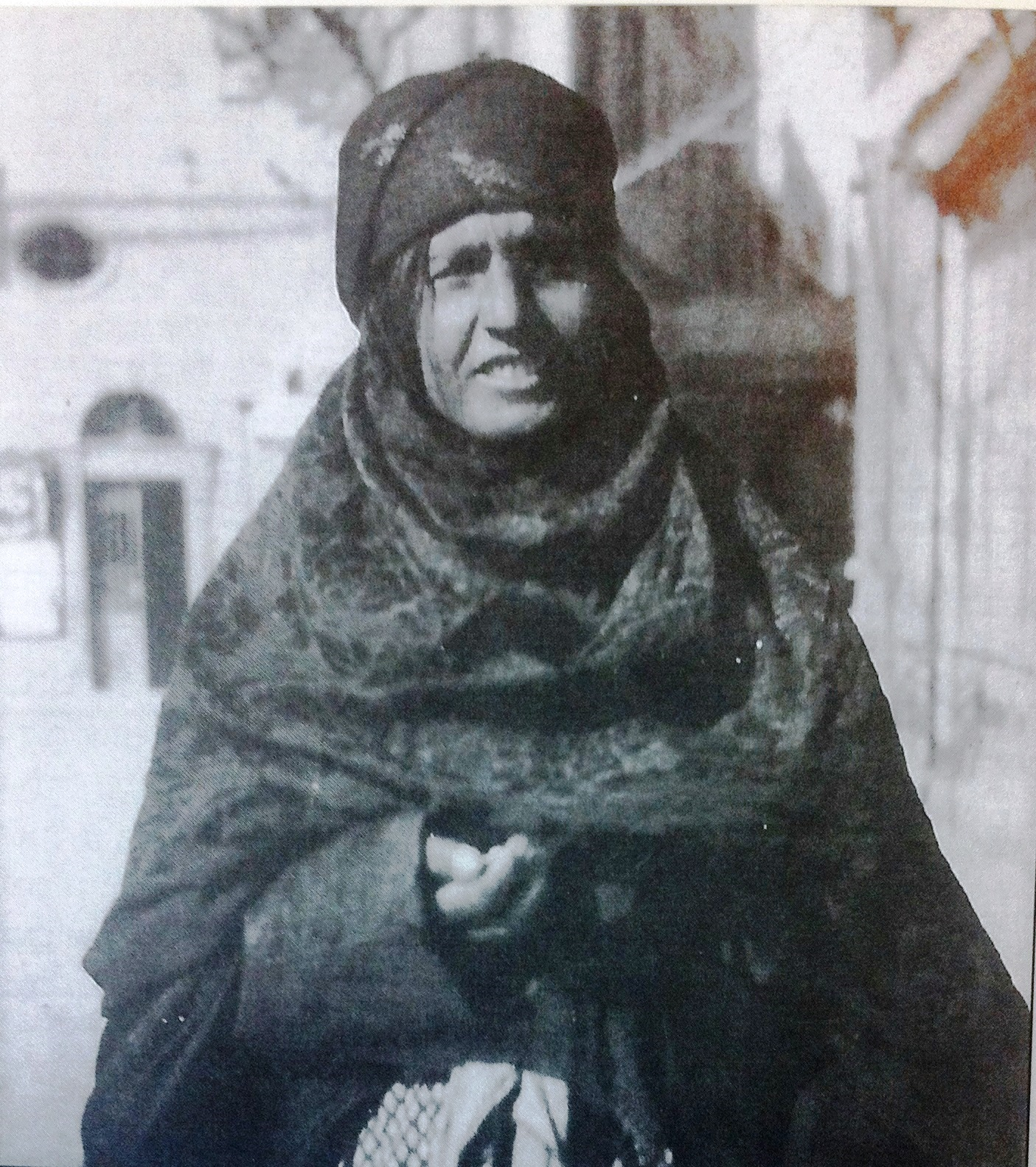
Gitane tenant des coquillages pour dire la « bonne aventure », près du lac de Tibériade en Palestine, années 1930.